# Charroux, Allier
Charroux är en kommun i departementet Allier i regionen Auvergne-Rhône-Alpes i de centrala delarna av Frankrike. Kommunen ligger  i kantonen Chantelle som ligger i arrondissementet Moulins. År 2022 hade Charroux 340 invånare.

## Befolkningsutveckling
Antalet invånare i kommunen Charroux
Referens: INSEE